# Lolita Euson
Lolita Euson (Sint Eustatius, 27 oktober 1914 - Aruba, 13 augustus 1994) was een Nederlands-Antilliaanse schrijver en dichter. Ze werd benoemd tot ridder in de Orde van Oranje-Nassau. Zowel straten in Sint Eustatius, San Nicolaas en Aruba, dragen haar naam. In 1996 is er een postzegel uitgegeven in Aruba met haar beeltenis.

## Biografie
Lolita Esmeralda Euson werd geboren op het Nederlands-Antilliaanse eiland Sint Eustatius op 27 oktober 1914. Haar moeder was Edith Lillian Euson. In 1936 verhuisde ze naar Aruba, waar ze bijna wekelijks werk publiceerde in het tijdschrift The Local. Euson publiceerde haar eerste dichtbundel Sweet Praises in 1988. Ze won hiervoor een Golden Poet Award en werd hiervoor geëerd op Sint Nicolaas door lokale hoogwaardigheidsbekleders. Sweet Praises bevat gedichten die Euson schreef ter ere van verschillende gelegenheden, waaronder dagelijkse gebeurtenissen, het overlijden van president John F. Kennedy en  het Nederlandse koningshuis. Euson werd benoemd tot ridder in de Orde van Oranje-Nassau.

## Dood en nalatenschap
Euson stierf op 13 augustus 1994 op Aruba. Er zijn straten naar haar vernoemd in San Nicolas, Aruba en op Sint Eustatius. In 1996 werd op Aruba een postzegel met haar beeltenis uitgegeven. Er zijn postuum gedichten van Euson opgenomen diverse verzamelwerken: Vaar naar de vuurtoren van Klaas de Groot (2010) en het verzamelwerk Moonlight on the Waves (2014) van eerder ongepubliceerd werk. Ook deze gedichten hebben veelal dagelijkse gebeurtenissen als onderwerp. Ze was de moeder van de Caribische zanger Euson.